# Кукконен, Лассе
Ла́ссе Ю́хани Ку́кконен (фин. Lasse Juhani Kukkonen, родился 18 сентября 1981 в Оулу) — финский хоккеист, защитник. Чемпион мира 2011 года.

## Биография
На драфте НХЛ 2003 года был выбран в 5 раунде под общим 151-м номером командой «Чикаго Блэкхокс». 26 февраля 2007 года обменян в «Филадельфию Флайерз».
24 июня 2009 года подписал контракт с омским «Авангардом» на 2 года. 24 сентября 2010 года перешёл в магнитогорский «Металлург», заключив контракт на 2 года.
Женат. Есть 2 дочки: старшая Вилма и младшая Мона Анастасия (родилась 17 декабря 2009 года в Омске). Владелец хоккейной команды «Киекко-Лазер» (до банкротства в 2012 году). С 2022 года является директором клуба «Кярпят».
Участник матча звёзд КХЛ (2010).

## Награды
- Серебряный призёр Олимпиады, 2006 (сборная Финляндии)
- Бронзовый призёр Олимпиады 2010 в Ванкувере (сборная Финляндии)
- Чемпион Финляндии: 2005, 2014, 2015, 2018
- Победитель юниорского чемпионата мира: 1999
- Серебряный призёр молодёжного чемпионата мира: 2001
- Обладатель приза Матти Кейнонена: 2003, 2006
- Обладатель приза Пекки Раутакаллио: 2006, 2014
- Обладатель приза Юхи Рантасилы: 2014

## Статистика
| Легенда | Легенда                    | Легенда | Легенда                   | Легенда | Легенда    |
| ------- | -------------------------- | ------- | ------------------------- | ------- | ---------- |
| И       | Количество проведённых игр | Штр     | Штрафное время            | +/−     | Плюс-минус |
| Г       | Голы                       | П       | Голевые передачи          | О       | Очки       |
| -       | Статистика неизвестна      | —       | Статистика не учитывалась |         |            |